# Herman Ronse

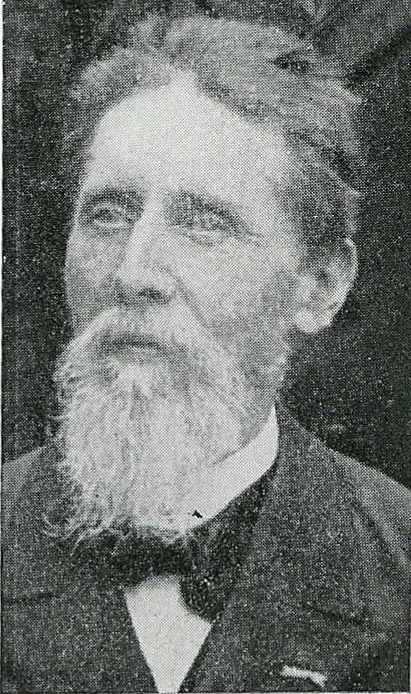
Herman Ronse.

Herman Ronse (Veurne, 23 januari 1859 - Gent, 22 februari 1922), was apotheker van opleiding en directeur van de Gentse Tuinbouwschool.
In 1842 had Hermans vader - Edmond Ronse (1816-1881) - in Veurne een van de eerste volksbibliotheken in Vlaanderen mede opgericht. Voor Edmond sr. gingen taalontvoogding en volksontwikkeling hand in hand.

## Vlaams en sociaal
Als Vlaming en sociaal-geëngageerde persoon was Herman Ronse te Gent in 1886 de medestichter van de Algemene Bond van Werklieden en Burgers. Dit was een christelijk geïnspireerde beweging als reactie tegen het opkomend socialisme in Gent. Het was een organisatie van alle niet-socialistische arbeiders en kleine middenstanders die ijverde voor sociale vooruitgang en lotsverbetering. Herman Ronse was trouwens van mening dat de Vlaamse strijd tevens een sociale strijd was. Ten slotte ijverde hij ook voor de vernederlandsing van het onderwijs.

## Auteur
Herman Ronse was eveneens de medestichter - samen met Gustaaf Eylenbosch - van het weekblad De Lichtstraal dat een eerste maal verscheen op 6 november 1886. Het was de voorloper van dagblad Het Volk, dat zich in het begin ook anti-socialistisch noemde.
Hij was ook literair actief, naast historische romans schreef hij ook eigentijds werk. Daarin werd meestal de nadruk gelegd op de schrijnende leef- en werkomstandigheden op het eind van 19de eeuw.
Herman Ronse was gehuwd van Ludovica Eugenia Van Bogaert (1859-1940), zij waren de ouders van minister Edmond Ronse (1889-1960) en de Ieperse chirurg Louis Ronse (1891-1973).
- Nederlandse Thesaurus van Auteursnamen: 075253607
- Virtual International Authority File: 289115225
- WorldCat: E39PBJtRQ7mrYh9PWjJ9Qp6kDq